# Барський Борис Володимирович

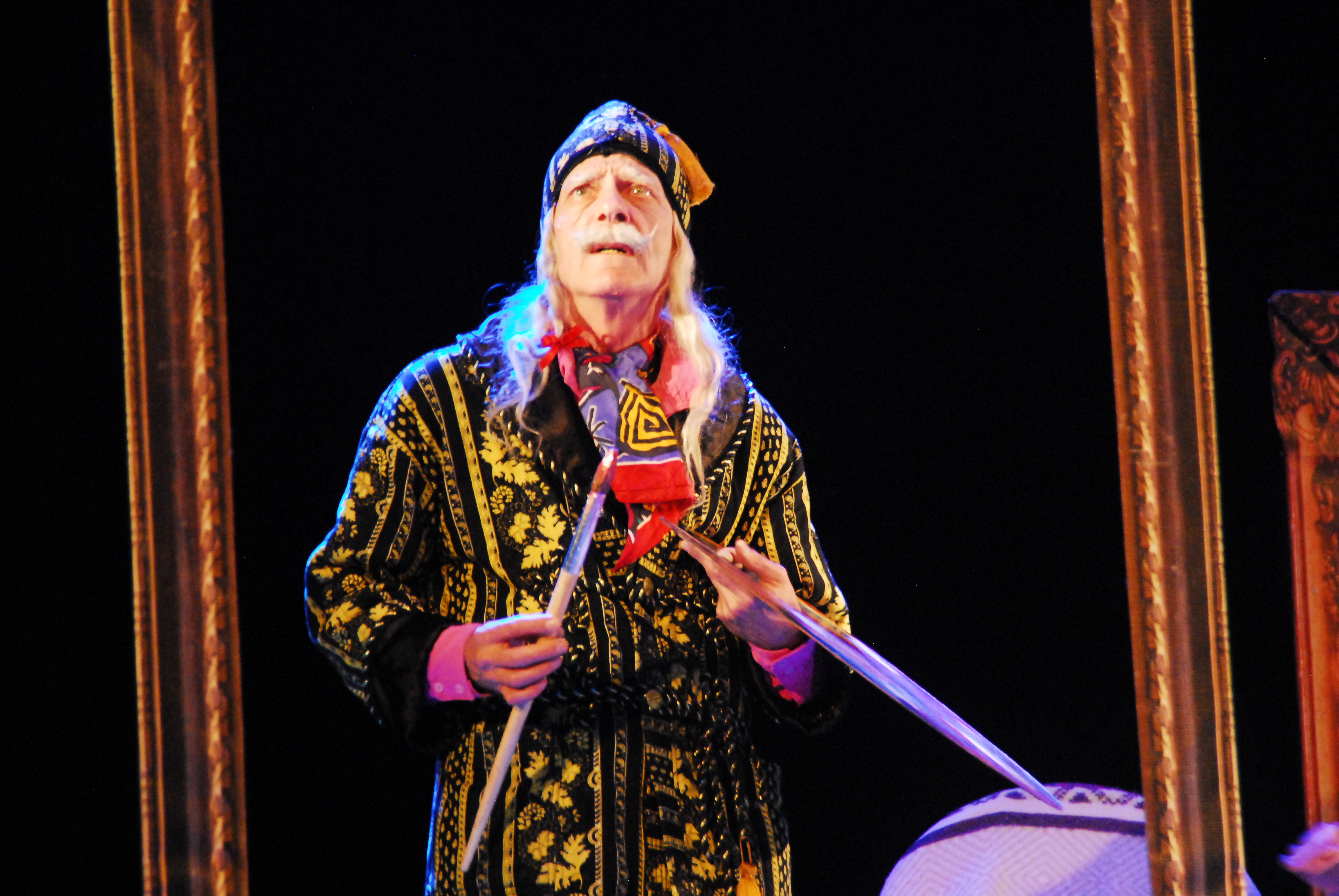

Бори́с Володи́мирович Ба́рський (нар. 22 вересня 1959, Одеса) — український режисер, актор, поет, Народний артист України (2009). Учасник комік-трупи «Маски».

## Біографія
1981 року закінчив факультет атомної енергетики Одеського політехнічного інституту. 1992 року закінчив ГІТІС. З 1984 року працює провідним актором комік-трупи «Маски-шоу». Зіграв майже в усіх 80 серіях «Масок». Пише вірші, видав сім збірок. Борис Барський не збривав свої вуса з 16 років.

## Громадянська позиція
Засуджує російську збройну агресію проти України.

## Нагороди та звання
- Народний артист України (серпень 2009)[4]
- Член Національної спілки кінематографістів України.

## Фільмографія
- 1990 — 2006 — «Маски-шоу» — комедійний серіал
- 1991 — Сім днів з російською красунею
- 1994 — Мсьє Робіна
- 2003 — Особисте життя офіційних людей
- 2003 — Дванадцять стільців
- 2004 — Між першою і другою
- 2007 — Прикольна казка
- 2011 — Заєць смажений, по-берлінськи — доглядач зоопарку
- 2011 — Зміна
- 2013 — Іван Сила — білий клоун
- 2015 — Жереб долі — Володимир Серебрянніков, фокусник
- 2016 — Конкурсант. Смертоносне шоу — Іван Степанич
- 2017 — Курка — Петрович, електрик

## Сім'я
З дружиною Наталією (нар. 1958) разом з 1980 року, познайомились у студії пантоміми, де вона була його особистим костюмером. Працювала хіміком в Одеському науково-дослідному інституті. Діти:
- Дочка Анастасія (нар. 1983)
- Син Костянтин (нар. 1984 — пом. 2010).